# Šindliar
Šindliar je obec na Slovensku v okrese Prešov. Žije zde 571 obyvatel. 

## Poloha
Obec leží na přechodu Šarišské vrchoviny do pohoří Branisko na západě, na soutoku Lačnovského a Kopytovského potoka, v povodí Svinky. Nadmořská výška obce se pohybuje v rozmezí 450–1105 m, střed obce leží ve výšce 493 m n. m. a je vzdáleno 25 km od Prešova.
Členitý hornatý povrch území je tvořen středokarpatským flyšem, západní část Braniska je tvořena krystalinikem a druhohorními horninami. Převažují hnědé lesní půdy. V západní části se nachází jedlovo-smrkový les. V obci vyvěrá Sultánova kyselka.

### Sousední obce
Sousedními obcemi jsou na severu Lipovce, na východě Štefanovce, na jihu Fričovce, na jihozápadě Široké a Korytné a na západě Poľanovce.

## Historie
První písemná zmínka o obci pochází z roku 1331. Šindliar byl založen ve 14. století podle zákupního práva na základě dohody mezi šlechticem Mersem a pozdějším šoltysem Nikolajem Schindlerem. Vesnice byla založena na zalesněném pozemku mezi pohořím Branisko a již existující vsí Štefanovce. V roce 1427 ves platila daň z 29 port a patřila rodu Soósů ze Solivaru, od 16. století Bertótyům a dalším rodům. V roce 1787 žilo v obci 337 obyvatel v 48 domech, v roce 1828 v 47 domech žilo 359 obyvatel, kteří se živili mimo jiné jako rybáři, lesníci, povozníci a zemědělci. V 19. století  měla v obci majetek rodina Ghillányi.

## Kostel
Obec náleží pod římskokatolickou farnost Lipovce děkanát Sabinov arcidiecéze košické. V obci se nachází dva kostely zasvěcené svatému Michalovi. 
První kostel vznikl kolem roku 1300. První písemná zmínka o kostele pochází z roku 1337. Byl postaven  v raně gotickém stylu jako jednolodní stavba s čtvercovým kněžištěm a lomenou valenou klenbou. Pravděpodobně v 15. století byla u kostela postavena dřevěná zvonice. V průběhu staletí byl přestavován. Největší přestavba byla v 19. století, kdy obvodové stěny kněžiště byly zvýšeny do výšky lodě a bylo provedeno nové zastřešení. Kostel je od roku 2000 chráněnou kulturní památkou Slovenska.
Druhý kostel byl postavený kolem roku 1951. V kostele jsou dvojmanuálové varhany s pedálem vyrobené firmou Rieger.